# Mount Henksen
Mount Henksen ist ein länglicher Berg mit mehreren Gipfeln im ostantarktischen Enderbyland. Er ragt zwischen dem Peacock Ridge und Mount Parviainen im nördlichen Teil der Tula Mountains auf.
Kartiert wurde er anhand von Luftaufnahmen, die Teilnehmer einer Mannschaft der Australian National Antarctic Research Expeditions im Jahr 1956 und 1957 anfertigten. Das Antarctic Names Committee of Australia (ANCA) benannte den Berg nach H. Henksen, ein vermeintliches Besatzungsmitglied der RSS Discovery bei der British Australian and New Zealand Antarctic Research Expedition (BANZARE, 1929–1931) unter der Leitung des australischen Polarforschers Douglas Mawson. Da in der Mannschaftsliste der Expedition kein Teilnehmer dieses Namens enthalten ist, kommt als eigentlicher Namensgeber nur der norwegische Able Seaman Aage Henriksen (1895–unbekannt) in Frage.